# 加工肉類

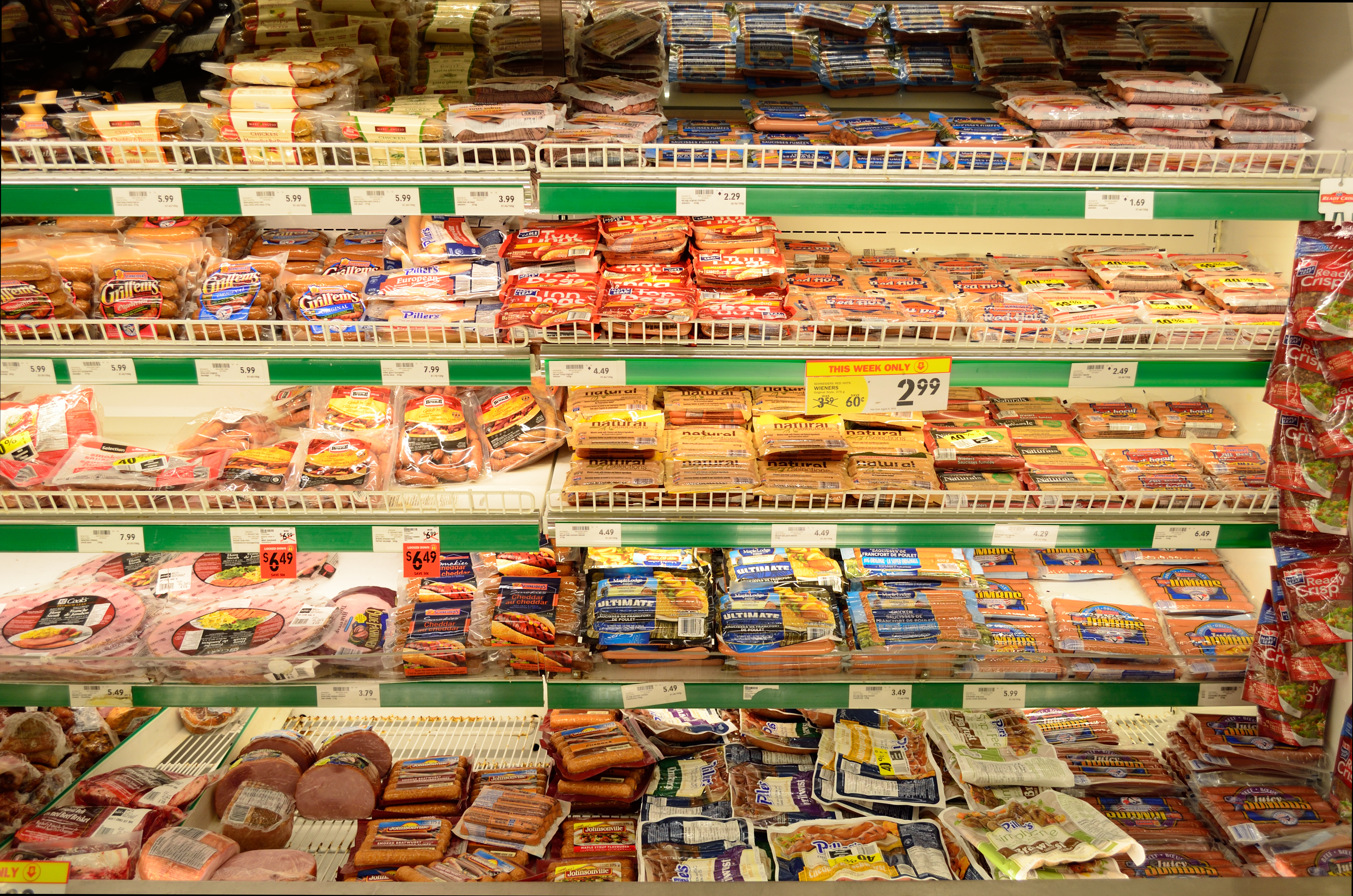
雜貨店中許多種類的加工肉類

加工肉類指的是為了要延長保存期限或口味而經過加工的肉类食物。
肉品加工包含鹽漬、糖漬、醃、煙燻和發酵。加工肉類一般會加工豬肉及牛肉，也會有加工家禽肉類的時候，有時也會包括動物內臟以及其他肉類副產品（例如食用血）。屬於加工肉類的產品包含：培根、火腿、熱狗、香腸、莎樂美腸、臘肉、粗盐腌牛肉、肉乾、罐裝肉品和肉製醬料。
「加工」是指除了簡單的烹飪調理過程（如切、研磨、混合的動作）外改變肉質的調理過程。
世界卫生组织下轄的国际癌症研究机构已經將加工肉類列為第一級致癌物，因為有足夠的證據證明食用加工肉類會導致大腸癌。 2016年，美國癌症研究機構和世界癌症研究基金會共同發表一篇論文指出，食用加工肉類會增加罹患胃癌的機率。
一篇由Bryan等人在2012年發表的文獻指出，幽門螺桿菌是另一可能的致癌物。
肉類加工早在人類發覺烹饪和在肉類上撒鹽巴能延長肉類的新鮮期限就開始了。雖然肉品加工的歷史起源已不可考，但已知撒鹽巴和曬乾肉類等技巧存在於古埃及、利用冰雪來保存肉類存在於古羅馬時代、罐裝肉類則是由尼古拉·阿佩爾等人研發。
防腐剂–亚硝酸钠（E250）（與鹽巴混和以醃製）常被添加於加工和冷凍肉類以抑制肉毒桿菌孳生，亚硝酸钠主要的問題在於當帶有亚硝酸钠的肉類經過高溫而快焦掉的時候會釋放強制癌物亚硝胺。當亚硝酸盐在酸性環境中（如人體的胃酸）接觸到二級胺的時候也會起化學反應生成亚硝胺及其同類異構物；亚硝酸盐在肉類醃製的過程中也會生成這類物質。
日常的蔬菜水果及食物常含有硝酸盐和亚硝酸盐。人體內大約有八成的硝酸盐是來自攝取的蔬菜水果，特別是根部與葉子。有些體內的硝酸鹽會被轉化為亚硝酸盐。然而亚硝酸盐經美国食品药品监督管理局證實是安全的。

## 延伸閱讀
- Meat processing technology for small- to medium-scale producers（页面存档备份，存于）  Gunter Heinz, Peter Hautzinger, Food and Agriculture Organization of the United Nations (FAO) Regional Office for Asia and the Pacific (RAP), Bangkok, 2007, ISBN 978-974-7946-99-4
- Pearson, A. M.; Tauber, F. W. . Springer Science & Business Media. 2012-12-06  [2018-02-20]. ISBN 9789401096928. （原始内容存档于2019-07-18）.Introduction （页面存档备份，存于）